# Río Parapetí

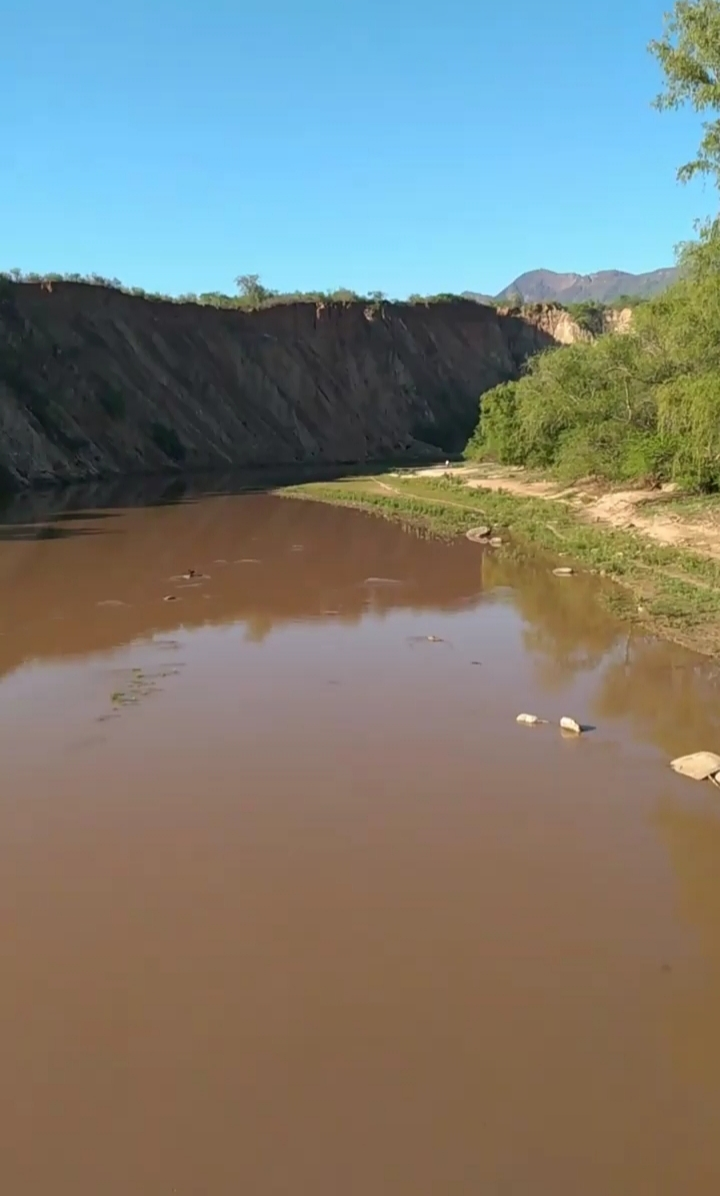
El Río Parapetí a las orillas de la ciudad de Camiri, se puede apreciar al fondo el cerro Sararenda

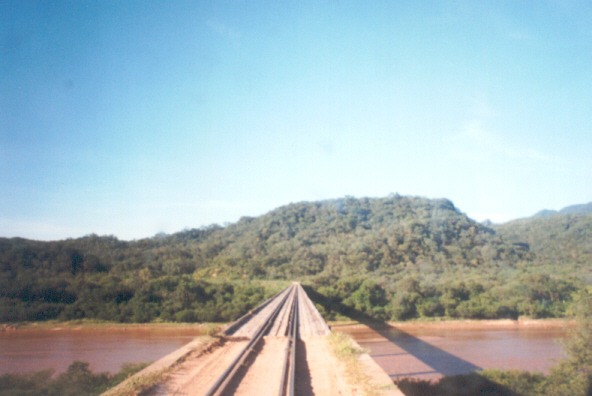
Puente ferroviario sobre el Río Parapetí a su paso por San Antonio.

El río Parapetí, también llamado Parapití, es un río de Bolivia que tiene su naciente en la región de los valles interandinos, en las quebradas del municipio de Azurduy, y atraviesa el Chaco boliviano para desembocar finalmente en la depresión de los Bañados de Izozog, donde evapora gran parte de sus aguas.
En temporadas de grandes crecientes, los Bañados de Izozog (y por tanto el Parapetí) drenan a través del río Quimome en la laguna Concepción, y de ahí, vía San Miguel-Itonomas – Iténez – Mamoré – Madeira, acaban en el río Amazonas. Una proporción considerable de este aporte se convierte en infiltración que recarga la cuenca del río Paraguay.
El 17 de septiembre de 2001, Bolivia designó como sitio Ramsar el humedal que conforman el río Parapetí y los Bañados del Izozog.

## Toponimia
Hay varias versiones sobre el significado y el origen del nombre Parapetí.

## Historia
En la época de la colonización española de América, el río Parapetí fue conocido también con el nombre de río Condorillo. Sobre sus orillas se fundaron algunos pueblos y fuertes españoles como San Miguel de Membiray (actual Choreti) así como Santo Domingo de la Nueva Rioja por el explorador Andrés Manso.

## Cuenca
La cuenca hidrográfica del río Parapetí debe su nombre a su cauce principal, el río Parapetí. Es una de las cuencas más grandes del Chaco boliviano, después de las cuencas del río Grande, Pilcomayo y Bermejo, que se extiende  sobre un área de 48.317 km², que incluye parte de los departamentos de Chuquisaca y Santa Cruz. Esta área corresponde aproximadamente al 4,4% de la superficie continental del país y el 38% de la superficie del Chaco boliviano. Los afluentes más importantes son los ríos Misca Mayo, Mesón, Santa María, Esperanza, Piraicito, Bañados, Pirarenda y Caraparí.